# Yuichi Shoda
Yuichi Shoda é um psicólogo japonês que contribuíram para o desenvolvimento da teoria do sistema cognitivo-afetivos personalidade da personalidade.

## Vida e carreira
Shoda nasceu e cresceu no Japão. Estudou física na Universidade de Hokkaido em Sapporo. Depois de frequentar a Universidade da Califórnia, Santa Cruz, ele começou a escola de pós-graduação em psicologia da Universidade de Stanford, e terminou na Universidade de Columbia. Ele ingressou na Universidade de Washington, em 1996.
Em 1996 foi co-autor com Walter Mischel de um artigo sobre a "teoria do sistema cognitivo-afetivo de personalidade".

## Trabalhos selecionados
- Yuichi Shoda, Daniel Cervone, Geraldine Downey (Hrsg.): Persons in context: building a science of the individual. New York, Guilford Press, 2007, ISBN 9781593855673.
- Daniel Cervone, Yuichi Shoda (Hrsg.): The coherence of personality: Social-cognitive bases of personality consistency, variability, and organization. New York: Guilford, 1999.
- Yuichi Shoda, Walter Mischel: Reconciling contextualism with the core assumptions of personality psychology. In: European Journal of Personality 14, 2000, S. 407-428.
- Yuichi Shoda, Walter Mischel: Cognitive social approach to dispositional inferences: What if the perceiver is a cognitive-social theorist? In: Personality and Social Psychology Bulletin 19, 1993, S. 574-585.
- Yuichi Shoda, Walter Mischel, Jack C. Wright: Links between personality judgments and contextualized behavior patterns: Situation-behavior profiles of personality prototypes. In: Social Cognition 4, 1993, S. 399-429.